# Pitcairnia albiflos
Pitcairnia albiflos es una especie del género Pitcairnia originaria de Brasil. 
Esta especie de flores blancas a menudo se híbrida con el florecido de color rojo Pitcairnia staminea, produciendo flores rosas.

## Taxonomía
Pitcairnia albiflos fue descrita por William Herbert y publicado en Botanical Magazine 53: t. 2642. 1826.
Etimología
Pitcairnia: nombre genérico otorgado en honor del Dr. William Pitcairn, físico y jardinero inglés (1711-1791).
albiflos: epíteto latíno que significa «con flores blancas».
Sinonimia
- Cochliopetalum albiflos (Herb.) Beer
- Cochliopetalum flavescens Beer
- Cochliopetalum odoratum (Regel) Hemsl.
- Cochliopetalum odoratum (Regel) Beer
- Cochliopetalum schuechii Beer
- Codonanthes albiflos (Herb.) Raf.
- Conanthes albiflos (Herb.) Raf.
- Hepetis albiflos (Herb.) Mez
- Pitcairnia albiflora Spreng.
- Pitcairnia elata Liebm.
- Pitcairnia flavescens (Beer) K.Koch
- Pitcairnia odorata Regel
- Tillandsia schuchii Beer & Fenzl[5][6]